# كالي سيمون
كالي سيمون هو لاعب هوكي جليد كندي، ولد في 8 مايو 1918، وتوفي في 2 أغسطس 1980.

## وصلات خارجية
- كالي سيمون على موقع دوري الهوكي الوطني (الإنجليزية)
- كالي سيمون على موقع EliteProspects.com (الإنجليزية)
- كالي سيمون على موقع HockeyDB.com (الإنجليزية)
- كالي سيمون على موقع Hockey-Reference.com (الإنجليزية)